# Desmopachria pulvis
Desmopachria pulvis är en skalbaggsart som beskrevs av Guignot 1958. Desmopachria pulvis ingår i släktet Desmopachria och familjen dykare. Inga underarter finns listade i Catalogue of Life.